# Rudolf Till
Rudolf Till (* 8. April 1911 in Freystadt; † 6. Juni 1979 in Buckenhof) war ein deutscher Altphilologe.

## Leben
Das Studium von Latein, Griechisch und Geschichte in Breslau und München schloss er 1933 mit dem Staatsexamen ab. Kurz zuvor war er der NSDAP, dem NSDStB und der SA beigetreten. 1934 wurde er in München mit der Dissertation Die Sprache Catos promoviert und war danach als Assistent tätig. Um sich zu habilitieren, ging er 1936 nach Marburg, was er dort mit der Schrift Die Redenfragmente des M. Porcius Cato tat, und bekam im selben Jahr eine Stelle als Privatdozent, wechselte dann jedoch an die Universität Berlin. Das Bestreben des Münchner Dekans und SS-Brigadeführers Walther Wüst, Till als Vertretung auf einen Lehrstuhl zu berufen, hatte 1937 Erfolg, doch die Berufung als Professor wurde zunächst durch die Vertreter der Fakultät verhindert. Die Fakultät hatte stattdessen den renommierten Altphilologen Friedrich Klingner als Nachfolger für den vakanten Lehrstuhl gewünscht.
Nachdem Wüst schon seit 1937 die Aufnahme Tills in das Ahnenerbe der SS angestrebt hatte und dieser im Februar 1938 Leiter der Forschungsstätte für klassische Philologie und Altertumswissenschaft des SS-Ahnenerbe geworden war, bat Wüst im März 1938 den Reichsführer SS Heinrich Himmler um Unterstützung, und noch im März erhielt Till eine planmäßige außerordentliche Professur für klassische Philologie und den unbesetzten Lehrstuhl seines Doktorvaters Johannes Stroux. Für diese Berufung war Till sogar bereit gewesen, in die SS einzutreten (SS-Nummer 307.451), bei der er 1940 Obersturmführer wurde. Bei dieser Mitgliedschaft handelte es sich jedoch lediglich um eine „SS-Ehrenmitgliedschaft“, wie es 1948 im Entnazifizierungsverfahren vor der Spruchkammer München festgestellt wurde. Erst 1947, zwei Jahre nach der Absetzung Tills, sollte Friedrich Klingner auf den Münchner Lehrstuhl berufen werden.
Till wurde im August 1941 zu einer Luftnachrichtenkompanie in Kolberg eingezogen, wo er als Hilfsausbilder bis November 1942 Dienst tat. Bis zum September 1943 arbeitete er wieder an der Universität München, wurde dann jedoch bis Kriegsende erneut beim Militär eingesetzt. Trotz seiner Mitgliedschaft in NS-Organisationen soll Till in seinen Seminaren und Vorlesungen nie doktrinäre Anschauungen vertreten haben und dort, wie in seinen Veröffentlichungen, auch international bekannte sowie jüdische Wissenschaftler mit Respekt erwähnt und zitiert haben. In seinen Forschungen vermied Till in der Regel direkte Bezüge auf die nationalsozialistische Ideologie.
Nach Ende des Krieges wurde Till auf Anordnung der Besatzungsmacht entlassen. Er war zunächst Lehrer, ab 1949 Unterrichtsleiter der Internatsschule Birklehof in Hinterzarten und wurde zum Professor zur Wiederverwendung ernannt. 1958 erhielt er einen Ruf als ordentlicher Professor und Lehrstuhlinhaber an die Universität Erlangen. 1976 wurde Till emeritiert.

## Schriften (Auswahl)
- Die Sprache Catos. Dieterich, Leipzig 1935 (zugl. Dissertation, München 1934)
- Die Redenfragmente des M. Porcius Cato. Marburg 1937 (zugl. Habilitations-Schrift, Marburg 1936)
- Handschriftliche Untersuchungen zu Tacitus Agricola und Germania : Mit e. Photokopie d. Codex Aesinas. Ahnenerbe-Stiftung Verlag, Berlin 1943.
- Römische Elegiker : Tibull, Properz, Ovid, Copa. Kerle, Heidelberg 1957.
- Das Leben des Julius Agricola / Tacitus. Akademie-Verlag, Berlin 1961.
- Historiarum libri / Cornelius Tacitus. Kerle, Heidelberg 1963.
- Einführung in Leben und Werk des Tacitus. Klett, Stuttgart 1968.